# Amr Diab

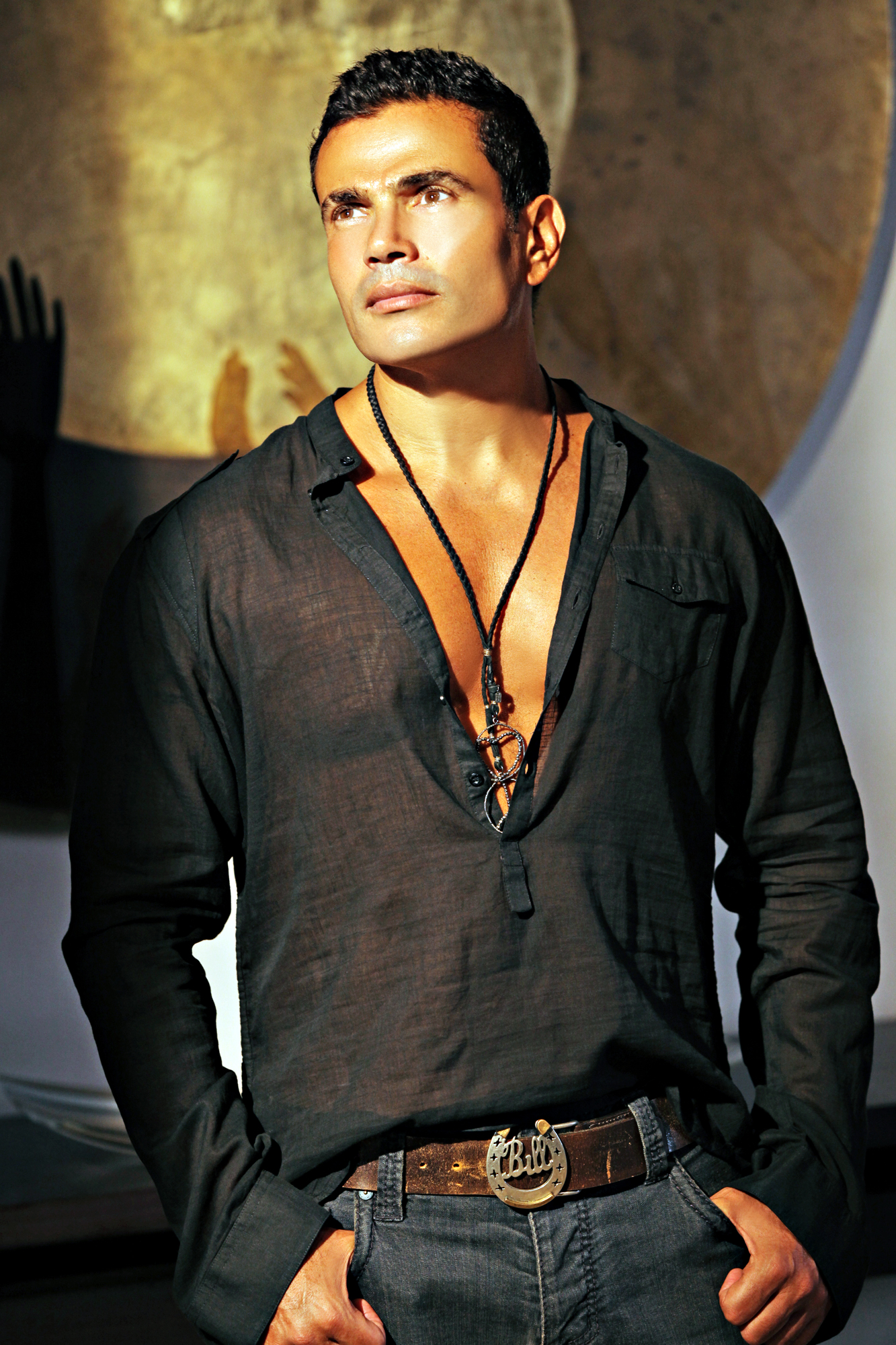
Amr Diab

Amr Abdel Basset Abdel Aziz Diab (arabisch عمرو عبد الباسط عبد العزيز دياب, DMG ʿAmr ʿAbd al-Bāsiṭ ʿAbd al-ʿAzīz Diyāb, * 11. Oktober 1961 in Port Said, Ägypten) ist ein ägyptischer Sänger und Schauspieler. Er gewann 1998, 2002, 2007 und 2009 den „World Music Award“ als der bestverkaufte Sänger in der arabischsprachigen Welt. Er spielte auch in einigen arabischen Filmen die Hauptrolle.
Diab wurde im Jahr 2016 zum Guinness-Weltrekordhalter ernannt, nachdem er sieben World Music Awards und fünf Platin-Schallplatten gewonnen hatte. Er erhielt den Guinness-Weltrekord-Titel für die meisten World Music Awards als Bestsellerkünstler aus dem Nahen Osten.

## Leben und Karriere
Amr Diab entstammt einer Künstlerfamilie aus Port Said, Ägypten. Er wurde von seinem Vater schon sehr früh zum Singen ermutigt und so sang er mit sechs Jahren im lokalen Radio von Port Said die ägyptische Nationalhymne so gut, dass er vom Gouverneur der Stadt dafür mit einer Gitarre belohnt wurde. In ärmlichen Verhältnissen aufgewachsen, zog es ihn als Jugendlichen in die Großstadt Kairo, um Musik zu studieren. Dort wurde er bald von den Talentscouts der ägyptischen Musikindustrie entdeckt. Kaum hatte er 1985 sein Musikstudium mit dem Bachelor-Abschluss beendet, erschien seine erste Hit-Kassette.
1989 entdeckte der deutsche Musikproduzent Gerhard Augustin und frühere Manager von Ike & Tina Turner, den Künstler für den europäischen Musikmarkt und veröffentlichte in Deutschland bei ARIOLA und BELLAPHON-Schallplatten die LP Mayall-Mayall, die dann auch auf Augustins Label GAMMAROCK Music in Spanien und Portugal erschien. Auf diese Weise avancierte Amr Diab in den 1980er Jahren zu einem der jungen Stars des Shaabi. In den 1990er Jahren schwenkte Amr Diab dann auf einen neuen Stil um, der in Ägypten als „mediterran“ bezeichnet wird und sich stark an westlichem Disco-Pop wie etwa den Gypsy Kings oder Gloria Estefan anlehnt, nur eben mit orientalischem Einschlag.
Seinen größten Erfolg erzielte Amr Diab 1996 mit dem Song Nour El Ain, dessen Habibi-Refrain nicht nur im gesamten Nahen Osten, sondern auch in Indien, Spanien oder Südamerika erfolgreich war. Als in den 1990er Jahren in der arabischen Welt die ersten privaten TV-Programme auf Sendung gingen, etablierte sich Amr Diab mit teuren Videoclips als erster Superstar des aufkommenden Satelliten-Zeitalters. Daneben versuchte er sich als Schauspieler in diversen Filmen. Amr Diab gilt in Ägypten auch als modisches Vorbild.
Daneben machte er mit weiteren Hits wie Tamally Ma'ak, Amarain oder Bayen Habeit auf sich aufmerksam. 2023 erschien das neue Album Makanak. Amr Diab nahm zudem in den folgenden Liedern Stellung zu der politischen Lage in Ägypten 2011. Er veröffentlichte Masr A'let oder Egypt Said, welche er den Verstorbenen der Revolution widmete. Dem Lied folgte die Einweihung seiner Wohltätigkeitsorganisation Masry Begad. Die Wohltätigkeitsorganisation sammelte Spenden für Menschen und Gemeinschaften, die vom Aufstand betroffen waren.

## Musikrichtung
Diab wird auch häufig als der Vater der mediterranen Musik bezeichnet. David Cooper und Kevin Dawe nennen seine Musik „die neue Art der mediterranen Musik“ (übersetzt aus einem englischen Zitat). Diab hat laut dem Musikethnologen Michael Frishkopf (2003) ein neues Konzept von mediterraner Musik produziert – besonders mit seinem internationalen Hit Nour El Ain von 1996.

## Filmkarriere
Amr Diabs Erfolg in der Musikindustrie hat ihn dazu veranlasst, mit anderen Formen von Medien zu experimentieren, wie zum Beispiel Film. Diab spielte sich selbst in seinem ersten Film, El Afareet, der 1989 veröffentlicht wurde und mit der ägyptischen Schauspielerin Madiha Kamel als einer der Hauptrollen besetzt war. Sein zweiter Film war die Produktion Ice Cream in Gleam (Ays Krim fi Glym) von Hussein El-Imam, in dem Diab 1992 die Hauptrolle spielte. Der Film wurde von der University of California, Los Angeles (ULCA) School of Theater, Film and Television als einer der besten fünf ägyptischen Musikfilme ausgewählt. Der Film wurde im Rahmen des neuen Programms Music on the Nile: Fifty Years of Egyptian Musical Films im James Bridges Theater an der UCLA am 6., 8. und 10. April 1999 gezeigt. David Chute von der LA Weekly bezeichnete ihn als „einen großen Sprung“. Sein dritter Film wurde 1993 veröffentlicht und trug den Titel Deahk We La'ab (Lachen und Spaß). Der Film feierte Premiere beim Egyptian Film Festival im Jahr 1993. Diab spielte an der Seite des internationalen ägyptischen Filmstars Omar Sharif (Lawrence von Arabien, Doktor Schiwago) und Yousra. Insgesamt konnte Diab im Film nicht den gleichen Erfolg verbuchen wie in seiner Musikkarriere. Seit 1993 konzentriert sich Diab ausschließlich auf seine Gesangskarriere.

## Diskografie

### Alben
| - 1983: Ya Taree' - 1984: Ghanny Men Albak - 1986: Asef - 1987: Hala Hala - 1988: Mayyal - 1988: Khalseen - 1989: Shawwa'na - 1990: Matkhafeesh - 1991: Habibi - 1992: Ayyamna - 1993: Ya Omrina - 1994: Weylomony - 1995: Rag'een - 1996: Nour El Ain - 1998: Awedony - 1999: Amarain | - 2000: Tamally Maak - 2001: Aktar Wahed - 2003: Allem Alby - 2004: Leily Nahary - 2005: Kammel Kalamak - 2007: El Leila Di - 2009: Wayaah - 2011: Banadeek Ta'ala - 2013: El Leila - 2014: Shoft El Ayaam - 2016: Ahla w Ahla - 2017: Maadi El Nas - 2018: Kol Hayaty - 2020: Sahran - 2020: Ya Ana Ya La - 2023: Makanak - 2025: Ebtadena |

### Soundtracks
- 1992: Ice Cream Fe Gleem

### Singles (Auswahl)
- 1994: Weylomony
- 1996: Nour El Ain
- 1999: Amarain
- 1999: Eleos (mit Angela Dimitriou)
- 2000: Tamally Maak
- 2000: El Alem Allah
- 2004: Leily Nahary
- 2004: Qusad Einy
- 2004: Rihet El Habayeb
- 2010: Aslaha Bitifreaa
- 2018: Bayen Habeit (mit Marshmello)
- 2019: Ana Gheir
- 2019: Tehayrk
- 2019: Mitghayr
- 2020: Malak Ghayran
- 2020: Amaken El Sahar
- 2020: Ahe Ahe
- 2021: El Donia El Helwa
- 2021: El Donia Betoro´s
- 2021: Etaal
- 2021: Ahla W Nos
- 2021: Helw El Taghyeer
- 2021: Ray´a
- 2021: Inta El Haz
- 2021: Babtdy Mel Zero
- 2021: Law Betheb
- 2021: Katr Min Orbak
- 2022: Khala El Hagar Yenta
- 2022: El Ser
- 2022: Elly Bena
- 2022: Hatedalaa
- 2022: Elly Yemshy Yemshy
- 2022: El Look El Gedeed
- 2022: Zamn El Mogamla
- 2022: Paris
- 2022: Mn 6 Le 9
- 2022: Matygy Nefok
- 2022: Single
- 2023: Madhouk Alina
- 2023: Battamen Aleik
- 2023: Shokran Min Hina Le Bokra
- 2023: Ta´ala
- 2023: El Hafla
- 2023: Khalas Ala Alby
- 2023: Oly Esmy
- 2023: Ya Leil feat. Abdallah Diab
- 2023: Walahy Abdan
- 2024: Hekayatna Helwa
- 2024: El Kelma El Helwa
- 2024: El Ta´ama
- 2024: Tetehabi